# Instant Karma! (We All Shine On)
«Instant Karma! (We All Shine On)» es el tercer sencillo del músico británico John Lennon, publicado por Apple Records en 1970. 

## Composición y grabación
Supone una de las canciones grabadas con mayor rapidez, siendo registrada en los Abbey Road Studios el mismo día que fue escrita y saliendo al mercado apenas diez días más tarde. Lennon remarcó a la prensa que «la había compuesto en el desayuno, la grabó a la hora de la comida y la editaron durante la cena». 
El tema fue producido por Phil Spector, convirtiéndose en uno de los primeros proyectos paralelos a The Beatles en los que trabajaba el productor musical: Lennon había llamado a Spector para que diera forma al proyecto Get Back, el cual sería publicado en mayo del mismo año con una producción alejada de la línea de George Martin.
El tema está interpretado por The Plastic Ono Band, proyecto desarrollado por Lennon y Ono y conformado por una serie de músicos aleatorios que sustentarían en cualquier momento a la pareja. Para la grabación del tema, Billy Preston se sumó al piano, Klaus Voormann tocó el bajo y el piano eléctrico, Alan White tocó la batería, George Harrison, la guitarra eléctrica, y Yoko Ono participaría en los coros junto al asistente de The Beatles Mal Evans.

## Lanzamiento
El sencillo fue impreso en el típico formato de Apple Records, con las palabras «Play loud» (que puede traducirse al español como «tocar alto») superpuesto en la primera cara. La cara B del sencillo añade el lema «Play soft» («tocar bajo» o «suave»).
Instant Karma! apareció por primera vez como parte de un álbum en el recopilatorio de 1975 Shaved Fish, siendo uno de los temas más importantes de la breve discografía de solista de John Lennon.

## Recepción
En Estados Unidos, representó el primer Top Ten para el músico, al alcanzar un notable # 3 en los listados de Billboard Hot 100. De igual forma, fue un éxito en el UK Singles Chart del Reino Unido al alcanzar el # 5.
Curiosamente, este hecho ocurrió cuando el sencillo de The Beatles «Let It Be» se encontraba en la primera posición de esa lista estadounidense en marzo de 1970. Cuando Instant Karma! alcanzó la # 3, The Beatles oficialmente anunciaron su disolución, si bien lograron otro éxito similar (y último) con «The Long and Winding Road», en mayo de ese mismo año.

## Versiones
- El tema fue versionado en 1995 por Toad the Wet Sprocket. La versión fue publicada en el álbum Working Class Hero: A Tribute to John Lennon.

- En 2006, la canción fue interpretada por Duran Duran para un álbum recopilatorio en memoria del vigesimoquinto aniversario de la muerte de Lennon. La versión incluye un ritmo más fuerte que el tema original, especialmente en el nivel del bajo. Asimismo, el músico interpretaría el tema en algunos conciertos.

- Fue incluida en cerca de diez conciertos de la gira Vertigo Tour de U2, acompañado por Patti Smith. U2 y Green Day grabarían posteriormente el tema para el álbum Instant Karma: The Amnesty International Campaign to Save Darfur, en 2007.

- El tema fue versionado en 2007 por Tokio Hotel, cuya versión fue publicada en el álbum Instant Karma: The Amnesty International Campaign to Save Darfur.

- La banda de rock japonesa Beat Crusaders hizo una versión del tema en el álbum Musicrusaders.

- En 2006, la banda sonora de la serie de televisión Me llamo Earl incluiría una larga versión del tema a cargo de John Hiatt.

- En 2015, fue versionado por Brandon Flowers para el John Lennon´s 75th Birthday Concert el día 6 de diciembre de 2015 en New York

- En 2022, fue versionada por la banda Bleachers de Jack Antonoff para ser parte del banda sonora de Minions: The Rise Of Gru

- Datos: Q545718